# 利茲巴克湖
53°15′30″N 19°47′40″E / 53.25833°N 19.79444°E

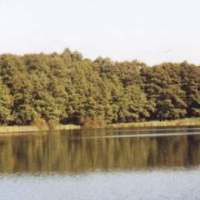

利茲巴克湖是波蘭的湖泊，位於該國東北部，處於瓦爾米亞-馬祖里省，面積1.3平方公里，平均水深10米，最大水深26米，蓄水量1,229萬立方米。